# Imatidium banghaasi
Imatidium banghaasi es una especie de insecto coleóptero de la familia Chrysomelidae.
Fue descrita científicamente en 1907 por Spaeth.